# Patulifrons varia
Patulifrons varia là một loài ruồi trong họ Tachinidae.